# Санжариська сільська рада
Санжа́риська сільська́ ра́да — адміністративно-територіальна одиниця та орган місцевого самоврядування у Смілянському районі Черкаської області. Адміністративний центр — село Санжариха.

## Загальні відомості
- Населення ради: 651 особа (станом на 2001 рік)

## Населені пункти
Сільській раді підпорядковані населені пункти:
- с. Санжариха

## Склад ради
Рада складається з 14 депутатів та голови.
- Голова ради:
- Секретар ради: Козуб Тамара Степанівна

### Керівний склад попередніх скликань
| Прізвище, ім'я, по батькові | Основні відомості                                    | Дата обрання | Дата звільнення |
| --------------------------- | ---------------------------------------------------- | ------------ | --------------- |
| Блінов Володимир Іванович   | Сільський голова, 1958 року народження, безпартійний | 26.03.2006   | 31.10.2010      |

Примітка: таблиця складена за даними сайту Верховної Ради України

### Депутати
За результатами місцевих виборів 2010 року депутатами ради стали:

#### За суб'єктами висування
| Суб'єкт висування           | Кількість обраних депутатів | %    |
| --------------------------- | --------------------------- | ---- |
| Самовисування               | 12                          | 85,7 |
| Комуністична партія України | 2                           | 14,3 |

#### За округами
| № округу                    | Прізвище, ім'я, по батькові    | Дата визнання обраним | Освіта             | Партійна приналежність            | Відомості про обраного депутата                                       |
| --------------------------- | ------------------------------ | --------------------- | ------------------ | --------------------------------- | --------------------------------------------------------------------- |
| Комуністична партія України |                                |                       |                    |                                   |                                                                       |
| 9                           | Селезень Іван Григорович       | 02.11.2010            | середня            | член Комуністичної партії України | пенсіонер                                                             |
| 10                          | Гончаренко Василь Савович      | 02.11.2010            | середня спеціальна | член Комуністичної партії України | Сільський БК, художній керівник                                       |
| Самовисування               |                                |                       |                    |                                   |                                                                       |
| 1                           | Лисобик Олександр Григорович   | 02.11.2010            | середня            | позапартійний                     | ТОВ «Агро-Рось», водій                                                |
| 2                           | Самарська Ольга Миколаївна     | 02.11.2010            | середня спеціальна | позапартійна                      | Санжариська сільська бібліотека, завідувач                            |
| 3                           | Шулежко Олександра Іванівна    | 02.11.2010            | середня            | член Партії регіонів              | Санжариська загальноосвітня школа, кухар                              |
| 4                           | Шмаркатенко Ніна Володимирівна | 02.11.2010            | середня            | позапартійна                      | пенсіонер                                                             |
| 5                           | Кузьменко Микола Володимирович | 02.11.2010            | середня            | позапартійний                     | пенсіонер                                                             |
| 6                           | Дахно Марія Антонівна          | 02.11.2010            | середня            | позапартійна                      | тимчасово не працює                                                   |
| 7                           | Карпенко Алла Іванівна         | 02.11.2010            | середня            | член Партії регіонів              | Санжариська загальноосвітня школа, техпрацівник                       |
| 8                           | Самарська Мирослава Леонідівна | 02.11.2010            | вища               | позапартійна                      | Санжариська загальноосвітня школа І-ІІ ст., вчитель початкових класів |
| 11                          | Левченко Людмила Володимирівна | 02.11.2010            | середня спеціальна | позапартійна                      | тимчасово не працює                                                   |
| 12                          | Козуб Тамара Степанівна        | 02.11.2010            | середня спеціальна | позапартійна                      | Санжариська сільська рада, секретар                                   |
| 13                          | Остапенко Анатолій Борисович   | 02.11.2010            | вища               | позапартійний                     | ТОВ «Агро-світ», менеджер                                             |
| 14                          | Дмитрієв Володимир Борисович   | 02.11.2010            | середня            | позапартійний                     | ТОВ «Агро -Рось»                                                      |